# NGC 3898
NGC 3898 је спирална галаксија у сазвежђу Велики медвед која се налази на NGC листи објеката дубоког неба.
Деклинација објекта је + 56° 5' 5" а ректасцензија 11h 49m 15,3s. Привидна величина (магнитуда) објекта NGC 3898 износи 10,8 а фотографска магнитуда 11,6. Налази се на удаљености од 21,9000 милиона парсека од Сунца. NGC 3898 је још познат и под ознакама UGC 6787, MCG 9-19-204, CGCG 268-88, CGCG 269-2, IRAS 11465+5621, PGC 36921.